# Raymundo Ramos
Raymundo Ramos Gómez (Piedras Negras, Coahuila, México, 2 de noviembre de 1934-31 de diciembre de 2017) escritor, intelectual, narrador, ensayista y poeta mexicano. Ha ejercido también el periodismo cultural y de opinión. Su lírica presenta dos vertientes: la intimista y la de denuncia social; en esta última, con mirada cáustica y humor incisivo y lacerante reflexiona sobre los problemas los que se enfrenta la sociedad mexicana. En Mar erótica y otros estudios marinos y El escorpión en invierno alude al erotismo ya la sexualidad. Sonetos españoles son poemas dedicados a autores como Fray Luis de León, Federico García Lorca, Miguel de Cervantes Saavedra, Miguel Hernández y Gerardo Diego. Sus cuentos, al decir de la crítica, presentan juegos conceptuales, alusiones eruditas, ambientes fatídicos, donde sobresalen lo anecdótico y sorpresivo y cuyos temas son la muerte, la sexualidad, lo cotidiano o hacen referencias bíblicas como en Enfoque de verano y Muerte amurallada. De sus ensayos destaca Memorias y autobiografías de escritores mexicanos, el cual comprende una selección de autores de la literatura mexicana; además, sobresalen los estudios de las obras de Fernández de Lizardi, Antonio Caso, Agustín Yáñez y John Reed.

## Biografía
Fue profesor de Literatura Medieval Española, Teoría de la Creación Poética e Historia de la Crítica Literaria en la Escuela Nacional de Estudios Profesionales de Acatlán, de la Universidad Nacional Autónoma de México.
Ha desarrollado diversas actividades docentes en instituciones del país: en la Universidad Iberoamericana, en la Escuela Nacional de Antropología e Historia, en la Escuela Normal de Especialización y en el Instituto Politécnico Nacional; Fue consejero de la Universidad Obrera de México y ha colaborado en diversas revistas especializadas y en el periodismo político.
Entre su producción figuran ensayos, antologías, cuentos, poesía y trabajos de investigación; algunos de los más recientes son: “Mármol y Rosas: de la dictadura al dictado”, en el colectivo La palabra del poder y el poder de la palabra (coedición de la UNAM y la Universidad de Almería, España); “Roland Barthes: del signo al referente”, en Vertientes contemporáneas del pensamiento social francés (colectivo del Seminario de Sociología de la Cultura); Alta infidelidad y los espejos cóncavos (Consejo Nacional de la Cultura y las Artes); Simulacros y la mirada sesgada; Las letras negras en la América española (videolibro de la UNESCO y la Fundación Larramendi, de España); Poiesis, poesía hasta donde va (Facultad de Filosofía y Letras de la Universidad Autónoma de Nuevo León); Manuel Acuña: 24 años de la vida de un poeta e Hifología (teoría del texto), del Instituto de Investigaciones Filológicas de la UNAM; Deíctico de poesía religiosa mexicana (Lumen-México).
En 2003 le fue otorgado el doctorado en Humanidades por la Universidad Autónoma de la Laguna, en Torreón, Coahuila.
En 2007 la FES Acatlán de la UNAM le otorgó la Medalla al Mérito Académico por su desempeño profesional. Ese mismo año la Universidad Nacional Autónoma de México le otorgó la Medalla al Mérito Universitario por 50 años de docencia e investigación.

## Principales Obras

### Poesía y Sonetos
Publicó su primer poema (tríptico) Paloma de sur a polo en la Imprenta Corona-Castillo, de la colonia Guerrero, México DF, en el invierno de 1957 con ilustraciones de Gerardo Cantú; Sonetos españoles, México, Suplemento Literario de la revista Boletín de la Dirección General de Segunda Enseñanza, SEP, 1960; Luz en las Segovias (Homenaje a Sandino en el XXVIII aniversario de su sacrificio y el pueblo de Nicaragua), Monterrey, NL-México, (s/e), [Escuela de Filosofía y Letras, Universidad de Nuevo León], 1962; Martin Luther King, (plaqutte), México, Talleres de la Impresora Saber, 1963, con viñetas del grabador Francisco Mora; Homenajes (diez poemas), México, Editorial Libros de México, 1965, viñetas del pintor Gerardo Cantú Guzmán; Custodia de la palabra. México, Editorial Libros de México (s/f) [1967], (Cuadernos de la Juventud 2), del Instituto Nacional de la Juventud Mexicana; Mar erótica y otros estudios marinos, México, Ediciones Finisterre, Gráfica Menhir, 1970 (Ecuador 0º0’0” Revista de Poesía Universal), ilustraciones de Elvira Gascón; De la primera herencia, México, Impresos Norsam, 1976, viñeta de Henri Matisse, La calavera azul y otros pesares, México, (s/e) [Comisión de Operación y Fomento de actividades Académicas del instituto Politécnico Nacional], 1977, viñeta portada: sello prehispánico, capitular y colofón de José Guadalupe Posada; Lázaro Cárdenas estatua levantada en el desierto, México, Editorial Sigma [COFAA-IPN], 1978, retrato portada de Elvira Gascón y anónimo de portadilla; Him, el perro consentido del señor presidente, México, Editorial Sigma, impresora Géminis, 1979, dibujo de David Levine; Escorpión en invierno, México, Editorial Libertad-Sumaria, Talleres la Impresora Azteca, 1980, diseño de la portada: Fernando Delmar; La prisión y su forma, México, Editorial Eufrate, 1983, portada: grabado de Christopher Plantin, 1558, colofón: grabado alemán, circa 1250; Gilgarnesch (cartulina-poema) La Magdalena Contreras, México, 1991, fotografía de Reuter tomada del diario Unomásuno; Poiesis, Chilpancingo, Guerrero, México, Universidad Autónoma de Guerrero, Universitas, 2001. (Colección Bitácora de Silencio), ilustración de la portada de Gerardo Torres. 
- Poiesis. Poesía hasta donde va, reúne por primera vez su obra poética (publicada e inédita) el año 2001, gracias al impulso de la Facultad de Filosofía y Letras de la Universidad Autónoma de Nuevo León.

- El tiempo y la cuenta. Antología esencial. Saltillo-México, Universidad Autónoma de Coahuila, 2003; coordinación editorial Gerardo Segura, prólogo de Miguel Ángel de la Calleja (Siglo XX Escritores Coahuilenses).Portada, El Toro, óleo sobre tela, 1906, F. Mas, Pinacoteca del Ateneo Fuente.

- Los arcanos de las islas. México, Quadrivium editores, 2004; editor Alfredo Castro Mondragón, coordinación editorial Frida Varinia Ramos Koprovitza; diseño e ilustraciones Enrique Márquez / Maquinarte. Premio Nacional de Poesía “Ramón Suárez Coamal” 2002 de Calkiní, Campeche.

- La balsa de la Medusa. México, Maquinarte, 2005; edición al cuidado de Enrique Márquez y Vera Milarka; reproducción a línea de David Leonardo de la pintura de Théodore Géricault.

- Vivir bajo sospecha. México, editado por el COPACSOH de la FES Acatlán UNAM, 2007 (Colección Dulce y Útil), el cuidado de la edición estuvo a cargo de Mayela Véliz Cantú.

- Diadema para diez perlas irregulares, México. Quadrivium Editores. 2008 **

- El Ojo del Polifemo. México. Parentalia. 2010. **

- Sonetos de Dios sin Dios y del Amor sin Amor. México. Parentalia. 2010. **

- La Sombra del Relampago. México. Gioconda Editores. 2012. **

- El Jardín de los Pensamientos. México. Quadrivium Editores. 2014. ** (reedición de Poiesis 2001). Edición conmemorativa de los 80 años de vida del autor, en homenaje a su trayectoria literaria.

### Cuento
- Muerte amurallada. México, Editorial Estaciones, 1958. Primer lugar en el concurso de cuento de la revista literaria Estaciones patrocinado por la Cía. Vinícola de Saltillo, Coahuila, ilustraciones de Adolfo Mexiae.

- Enroque de verano (o la partida imposible). México, Cuadernos del Unicornio, núm. once, 1958; Juan José Arreola editor.

- Alta infidelidad y los espejos cóncavos. México, CONACULTA,1997.

- Simulacros y la mirada sesgada. México, La Tinta Indeleble, 2001.

- Cava de cuentos. México, Juan Pablos Editor, 2003, dibujo de portada del autor sobre apunte de Picasso.

- La Colina de Zahorí. México. Gioconda Editores. 2012.  **

- El Fantasma Doméstico e historias de Papel Tapiz. México. Gioconda Editores. 2013. **

### Ensayo
- Memorias y autobiografías de escritores mexicanos. México, Universidad Nacional Autónoma de México, 1967. (Biblioteca del Estudiante Universitario num. 85).

- Fernández de Lizardi y el nacimiento de la novela mexicana. México, Cuadernos Políticos de Ciencia y Cultura (2) impreso en los Talleres de Offset de la COFAA., 1977.

- Manuel Acuña 24 años de la vida de un poeta. México, UNAM Acatlán, 2002. (Serie Alfonsina).

- Hifología (Teoría del texto). México, UNAM, Talleres de Tipos Futura, 2002.

- Letras negras en la América Española. México, UNAM Acatlán, 2007.

- Vida del infortunado caballero Miguel de Cervantes. México, Cuadernos Politécnicos de Ciencia y Cultura (II) Impreso en los Talleres Offset de la COFAA., 1984.

- Geopoética de México. México, Unidad de Difusión Comunitaria de la Corett, Talleres de Multiencuadernaciones, 2007. (Colección Los Colores de la Tierra).

- Jean Baudrillard y la Realidad Secuestrada. México. UNAM. 2008.  (Colección Dulce y Útil) **

- Letras negras en la América española. México. UNAM. 2011. **

### Antologías
- El ensayo político latinoamericano en la formación nacional. México, Edicap, 1981.

- El nacionalismo en México. México, Edicap, 1982.

- Memorias y Autobiografías de escritores mexicanos. México. UNAM. 3a edición 1995. **

- Deíctico de poesía religiosa mexicana. Buenos Aires - México, Grupo Editores Lumen, 2003.

- Otros 1001 sonetos mexicanos. México, UNAM, FES Acatlán, 2006.

### Traducciones
- Arte poética de Horacio. Versión poética del latín al español, prólogo y notas. México, Quadrivium editores, 2006. (Edición bilingüe).

### Prólogos y Colectivos
- 3 novelas de Mariano Azuela. México, Fondo de Cultura Económica, 1968 (Colección Popular. 89)

- El mundo sonriente de Andrés Iduarte. México, Fondo de Cultura Económica, 1968. (Letras Mexicanas, 88).

- La palabra entonces. (Diez cuentos eróticos) de Jesús Amaro Gamboa. México, Editorial América, 1972. (Ilustraciones de Gerardo Cantú).

- en Mariano Azuela y la crítica mexicana. México, Sepsetentas, 1973 (Colectivo). **

- Familia y patria de Andrés Iduarte. México, Artes Gráfícas Independencia, 1975.

- El estilo Luis XVII y dos cartas clásicas. México. Cuadernos Politécnicos de Ciencias y Cultura. 1979 **

- Historiografía de la literatura mexicana. México, Universidad de Colima, 1982. (Prólogo a la Historia de la literatura mejicana de Miguel Galindo, 1ª edición 1925.

- “Meditación sobre la cultura, la educación y el cambio” en Los desafíos del desarrollo social. México, Publicaciones mexicanas, 1989 (El día en libros).

- “Onda y rollo de la Revolución Francesa. 1789-1987” en Libertad, igualdad, fraternidad. Publicaciones Mexicanas, 1989. (El día en libros).

- John Reed. La formación de un revolucionario de Granville Hicks, con la asistencia de John Stuart. México, Instituto Politécnico Nacional, Editorial Domís, 1990.

- “Raziel Cabildo pintor, poeta y crítico” en la reedición del libro de poemas La canción taciturna. Tlaxcala-México, Colección Testimonios del H. Ayuntamiento de Tlaxcala, 1990.

- “Introducción (para abrir la boca)” en Adiccionario del chacoteo. Las malas palabras de la crisis, de Guillermo Farber. México, Sansores y Alcere Editores, 1997.

- Cuentos románticos de Justo Sierra. México, Factoría Ediciones, Universidad de Almería, Escobar Impresores, 1999.

- “Semiología del poder” en Discurso y persuasión. México, UNAM ENEP Acatlán, Talleres de Tipos Futura, 2003.

- “Otilio González un alción en la tormenta” en la antología Otilio González, Saltillo-México, Universidad Autónoma de Coahuila, 2004. (Siglo XX Escritores coahuilenses)

- “Roland Barthes: del signo al referente” en Vertientes contemporáneas del pensamiento social francés. Ensayos y textos. Laura Páez Díaz de León, editora, México, UNAM, ENEP Acatlán 2002.

- “Charles Sanders Peirce: La bestia lógica” en La sociología estadounidense. Ensayos y textos. Laura Páez, editora, México, UNAM, ENEP Acatlán, 2003.

- “El pequeño Spencer ilustrado” en Pensamiento social británico. Ensayos y textos. Laura Páez, editora, México, UNAM, ENEP Acatlán, 2003.

- "Laminas" en Manolo Martínez Genio y Figura. México. Sin Editorial. 2006. **

- “Dostoyewski: clínica de la violencia” en Subversión de la violencia. Marco A. Jiménez, editor, México, UNAM FES Acatlán y Casa Juan Pablos, 2007.

- " Sociología de un Conflicto" en Huelga! Cachun cachun ra ra… La rebelión de los paristas. México. La Guillotina. 2011. **

### Libros de Crítica
- Roland Barthes o la alucinación critica. México. UNAM. 2009. **

### Libros de Investigación
- Fernando de Cordova y Bocanegra. Vida Breve y Reunida. México. UNAM. 2009. **

- Pasado Pluscuamperfecto. México. UNAM. 2011. **

- Metacritica Modelos de Análisis Narrativos. México. UNAM. 2013. **

### Guía Bibliográfica
- Guía Critica de la Novela Mexicana de los origines al 2001. México, UNAM. 2008. **

### Menipeo
- Ars Moriendi. México, Gioconda Editores, 2008.  (Ilustración de la portada de Raymundo Ramos e ilustraciones de varios artistas en el texto). **

### Cuarta de Forros
- Ha Muerto Shakespeare Sátiras por Mark Twain. México. 2015. **